# Hrekova, Lîmanskîi
Hrekova (în ucraineană Грекова) este un sat în comuna Serbka din raionul Kominternivske, regiunea Odesa, Ucraina.